# Kyle Tucker
Kyle Tucker (Tampa, Florida, 17 de enero de 1997) es un jugador profesional estadounidense de béisbol que se desempeña en la posición de jardinero derecho en Chicago cubs, equipo de las Grandes Ligas de Béisbol (MLB).

## Carrera
Fue seleccionado en la primera ronda en el Draft de la MLB de 2015. En 2018 hizo su debut profesional con el equipo Houston Astros, donde lleva jugando siete temporadas.